# ホルベイン工業
ホルベイン工業株式会社（英: HOLBEIN WORKS,Ltd.）は大阪府大阪市中央区に本社を置く、絵具などの絵画材料の製造販売をおこなう企業である。

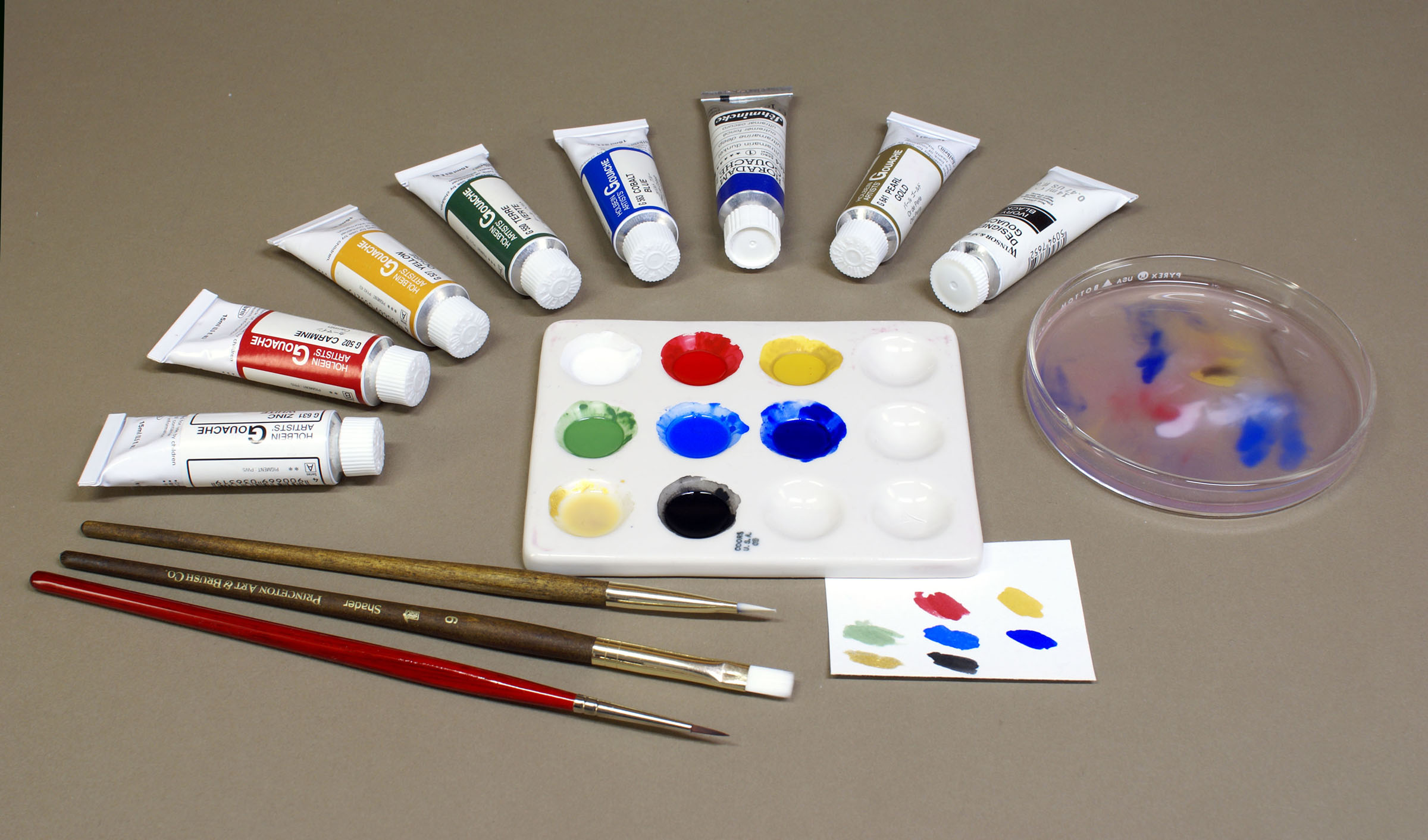
ホルベインの絵具。但し一番右の絵具と右から3番目の絵具を除く。

## 会社概要
油絵具やアクリル絵具、透明水彩絵具、不透明水彩絵具、ドローイングインク等を製造している。
1985年より彩色を必要とする作家を対象に「ホルベイン・スカラシップ」を発足させるなど、メセナ活動をする企業でもある。
また、アートに関する総合リンクサイト・情報サイトである「ホルベイン・アーチストナビ」を運営していた（現在は終了している）。

## 事業所
- 本社 大阪府東大阪市菱屋西1丁目3番14号
- 枚岡工場 大阪府東大阪市横小路町4丁目10番52号
- 奈良工場 奈良県葛城市新町296-1
- 東京営業所 東京都豊島区東池袋2丁目18番4号

## 製品製造以外の活動

### 奨学制度
1985年に「ホルベイン・スカラシップ」を発足、現代を生きる作家に油絵具などを提供している。これまでの奨学生は900人を超える。2003年には社団法人企業メセナ協議会の「メセナ大賞2003」にて「新世代支援賞」を受賞した。 

### 関連書籍
ホルベイン工業技術部は以下に挙げる絵具関連の書籍を編纂しており、それらは同業他社の刊行物において参考図書として挙げられるほどのものである。なお掲載順は単純に、新装普及版を含めた刊行年による。
- 『絵具の科学』 ホルベイン工業技術部編 中央公論美術出版社 1994.5（新装普及版） ISBN 480550286X
- 『絵具の事典』 ホルベイン工業技術部編 中央公論美術出版社 1997.1  ISBN 978-4805503171
- 『絵具材料ハンドブック』 ホルベイン工業技術部編 中央公論美術出版社 1997.4（新装普及版） ISBN 4805502878

## 関連会社
- ホルベイン画材株式会社
- ホルベインラボ株式会社

過去に存在した関連会社
- ホルベイン画布株式会社

## 不祥事
- 2023年5月8日、公式ツイッターアカウントにて岸田文雄首相が日韓会談を終えた記事を引用し、一方的な政治批判ともとれる投稿を行った。不適切な投稿であるとの指摘を受け、投稿は削除され、本件投稿者を担当から外したことが公式サイト上で報告された[2][3][4]。